# Хижняк Петро Петрович
Петро́ Петро́вич Хижня́к (1963—2022) — сержант Збройних сил України, учасник російсько-української війни, який загинув під час російського вторгнення в Україну.

## Життєпис
Народився 1963 року в с. Пастирське (Смілянський район, Черкаська область), майже все життя прожив у м. Смілі. Учасник ліквідації аварії на ЧАЕС. Брав активну участь у громадському житті міста Сміла. У 2014 році став активним волонтером, роками возив допомогу воїнам АТО, за що нагороджений відзнакою Президента. Має чимало відзнак Українського козацтва. Попри інвалідність, 2019 року пішов служити за контрактом до Збройних сил України.
Під час російського вторгнення в Україну в 2022 році був водієм-кулеметником інженерно-саперного взводу. Загинув 16 березня 2022 року під час артилерійського обстрілу біля с. Кам'янка Харківської області. Похований у м. Сміла.

## Нагороди
- орден «За мужність» III ступеня (2022, посмертно) — за особисту мужність і самовіддані дії, виявлені у захисті державного суверенітету та територіальної цілісності України, вірність військовій присязі.[4]